# Suuri Hautasaari
Suuri Hautasaari är en ö i Finland. Den ligger i sjön Saarijärvi och i kommunen Kaavi i den ekonomiska regionen  Nordöstra Savolax ekonomiska region  och landskapet Norra Savolax, i den centrala delen av landet, 400 km nordost om huvudstaden Helsingfors. Öns area är 36,9 hektar och dess största längd är 1 kilometer i nord-sydlig riktning.